# Фатела
Фатела (порт. Fatela)  —  район (фрегезия) в Португалии,  входит в округ Каштелу-Бранку. Является составной частью муниципалитета  Фундан. По старому административному делению входил в провинцию Бейра-Байша. Входит в экономико-статистический  субрегион Кова-да-Бейра, который входит в Центральный регион. Население составляет 600 человек на 2007 год. Занимает площадь 11,01 км².
Покровителем района считается Иоанн Креститель (порт. São João Baptista). 